# August Schiebe
August Schiebe (Strasbourg (Elzász), 1779. október 2. – Lipcse, 1851. augusztus 21.) német pedagógus és kereskedelemügyi író.

## Élete
Előbb az orvostant tanulmányozta, később kereskedő lett. 1817-19-ben az általa alapított majna-frankfurti kereskedelmi tanintézetet vezényelte. 1831-től az újonnan alapított lipcsei nyilvános kereskedelmi tanintézet igazgatója lett.

## Művei
- Die Lehre von d. Wechselbriefen (Lipcse, 1818, 4. kiad. H. Brentanótól, 1877)
- Kaufmännische Briefe (uo. 1825, jelenlegi címe: Die kaufmännische Korrespondenz, bearbeitet von Odermann, 14. kiad. 1887)
- Die Kontorwissenschaft (Grimma, 1820, 9. kiad. Lipcse, 1889)
- Manuel de la correspondance commerciale (Lipcse és Párizs, 1833, 7. kiad. Lipcse, 1887)
- Die Lehre von d. Buchhaltung (Lipcse, 1836, 13. kiad. 1891)
- Auswahl deutscher Handelscbriefe (uo. 1837, 10. kiad. 1894)